# 岡崎神社 (広島市)
岡崎神社（おかざきじんじゃ、旧称：岡崎八幡宮、通称：はちまんさん）は、広島県広島市安佐南区にある神社。

## 由緒
- 創立年月不詳。安芸武田氏の家臣、伴五郎繁清の祖先が勧請し、旧伴村及び長楽寺村の氏神であった。
- 毛利元就が領主であった時代に、20石の社領地を寄進されている。また、毛利輝元からは、神輿3体を寄進されたが、福島正則の時代になってから、社領地を悉く没収された。
- 1572年2月25日（元亀3年閏1月12日）当神社の社官官幣注連大夫成兼は、吉田兼右から中臣祓・奉幣次第を伝授されている[1]
- 1746年（延享3年）火災に遭い悉く焼失したが現地に再建された。
- 1871年（明治4年）までは岡崎八幡宮といった。

## 祭神

### 主祭神
品陀和気命、帯中津日子命、息長帯日売命、市寸島比売命、多岐都比売命、多紀理比売命

### 相殿神
高木神、建御雷之男神、国之常立神、大山津見神、建御名方神。

## 祭祀
歳旦祭（元旦祭）：1月1日

節分祭：2月3日
祈念祭（春祭）：春分の日
夏越祭（麦初穂）：6月第3日曜日
例祭：11月2日、3日
七五三祭：11月15日
新嘗祭：11月23日
年越祭（秋初穂）：12月第3日曜日
除夜祭：12月31日

## 摂末社
当神社には、境内社1社と、飛地境内社22社の合わせて23社の摂末社がある

### 稲荷神社
稲荷神社（いなりじんじゃ）は、宇迦之御魂神を祭神とする唯一の境内社。
例祭日は、春分の日

### 筏地役神社
筏地役神社（いかだじやくじんじゃ）は、広島市安佐南区伴中央1丁目7-3に鎮座する建御雷之男神を祭神とする飛地境内社。
「役神社建立八十年（大正5年 1916年）、平成八年（ 1996年）十月六日還暦記念」という棟札がある。
祭神の建御雷之男神は、地元では、子どもたちの神、農作業の神として信仰されている。
例祭は、4月第2日曜日

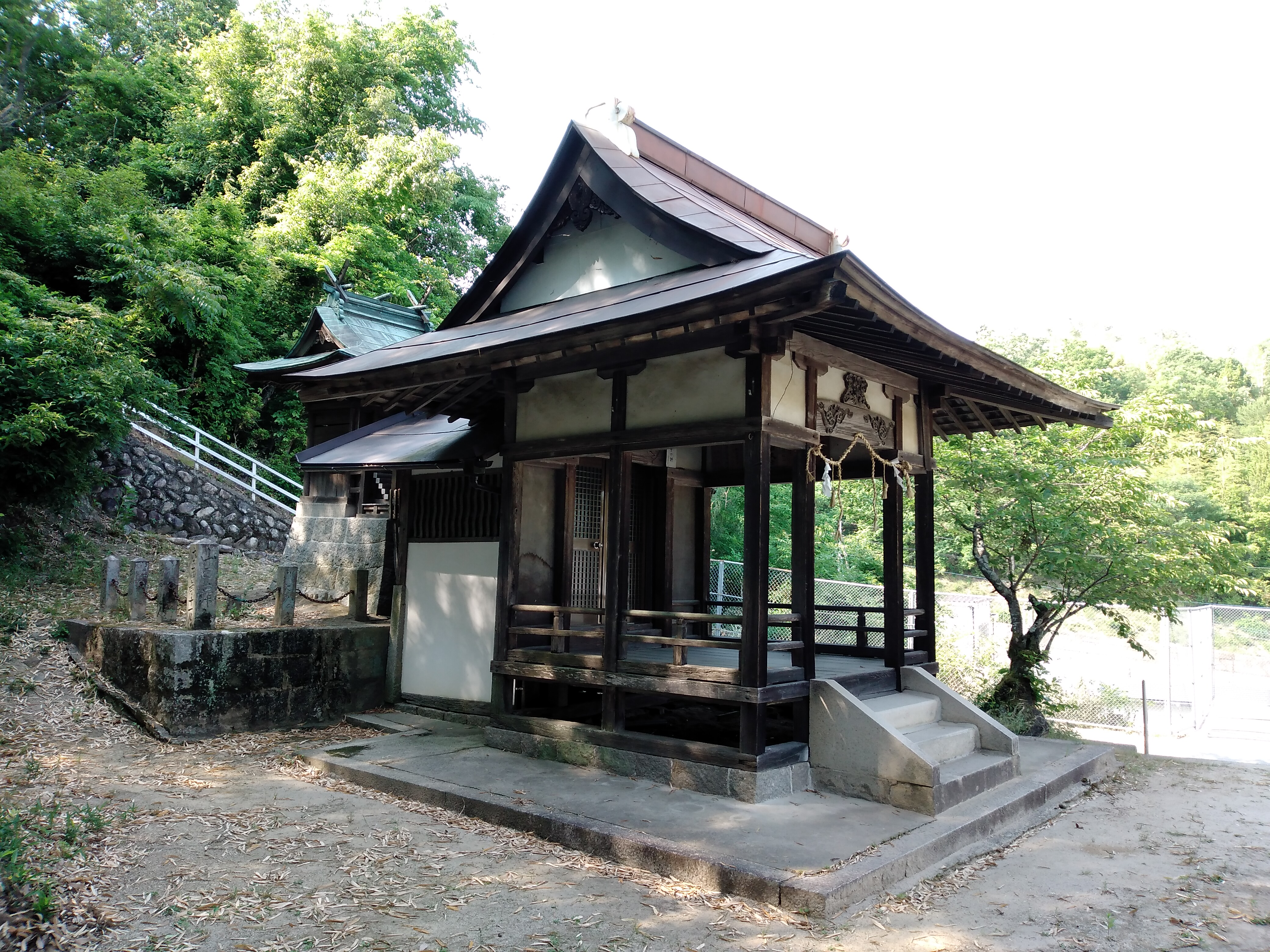
社殿概観
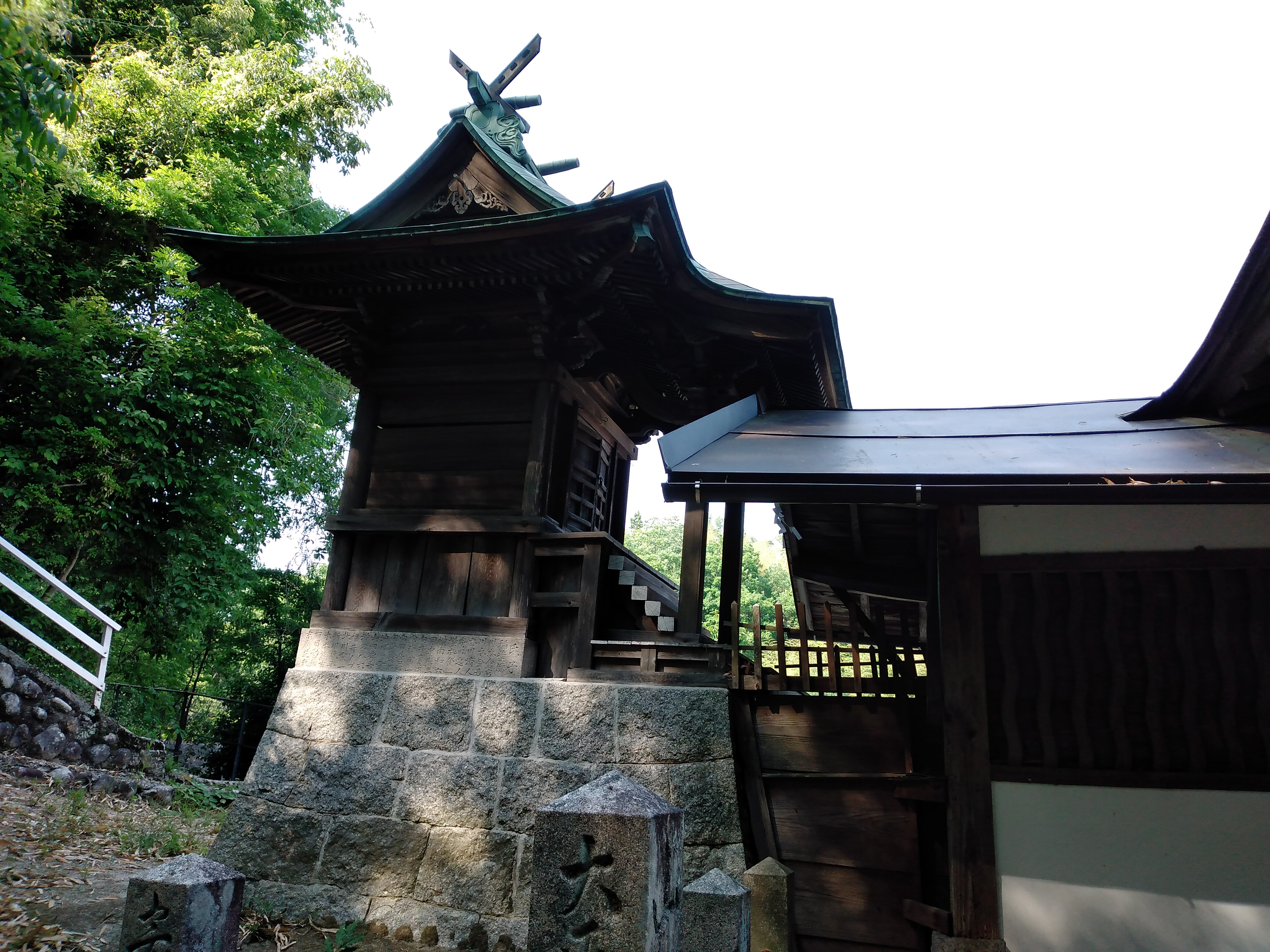
本殿

### 琴比羅神社
琴比羅神社（じんじゃ）は、広島市安佐南区伴中央3丁目に鎮座する大物主神と大穴牟遅神を祭神とする飛地境内社。
例祭は、10月10日

### 中山神社
中山神社（なかやまじんじゃ）は、広島市安佐南区伴中央3丁目に鎮座する大山津見神を祭神とする飛地境内社

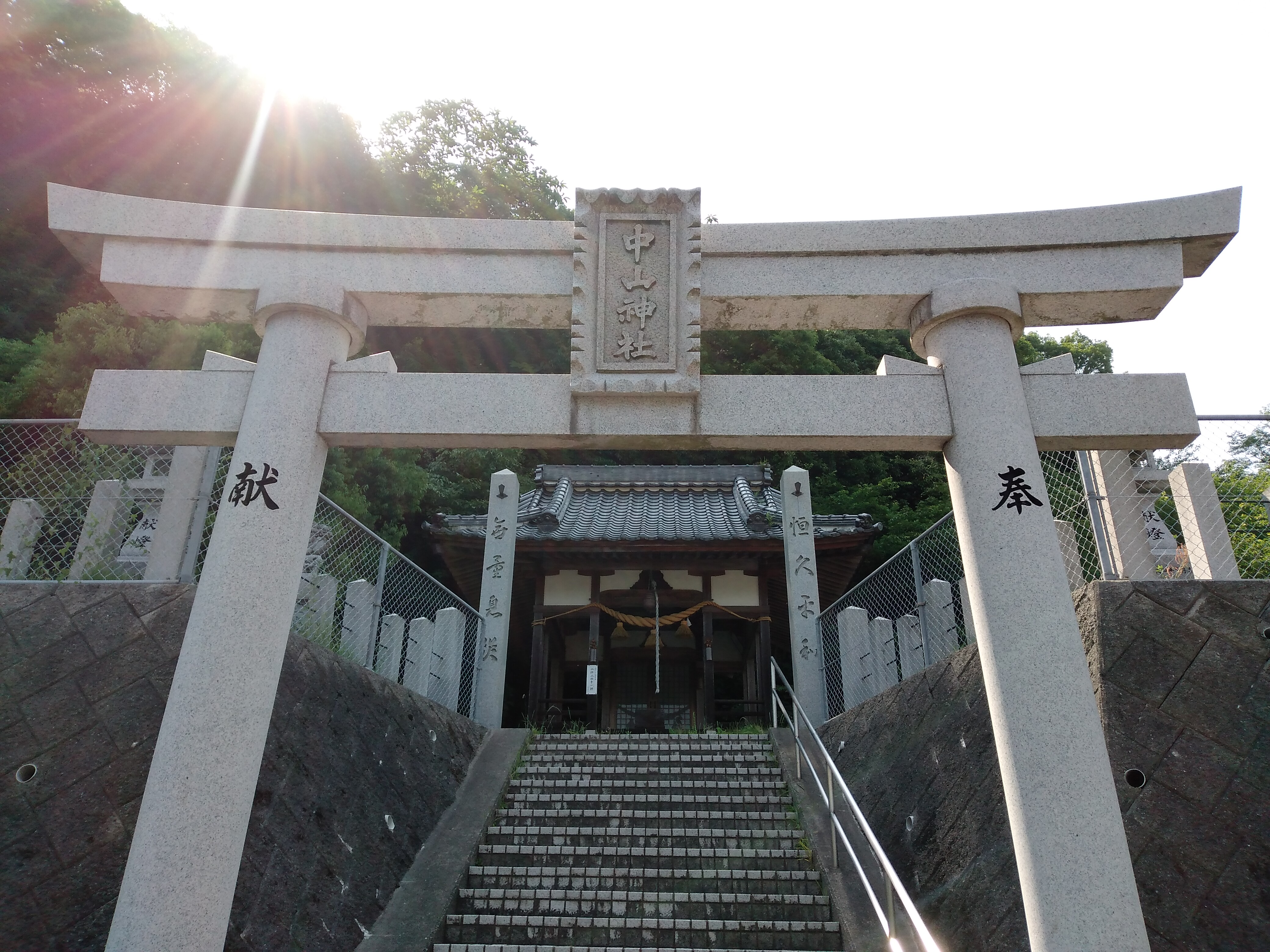
鳥居
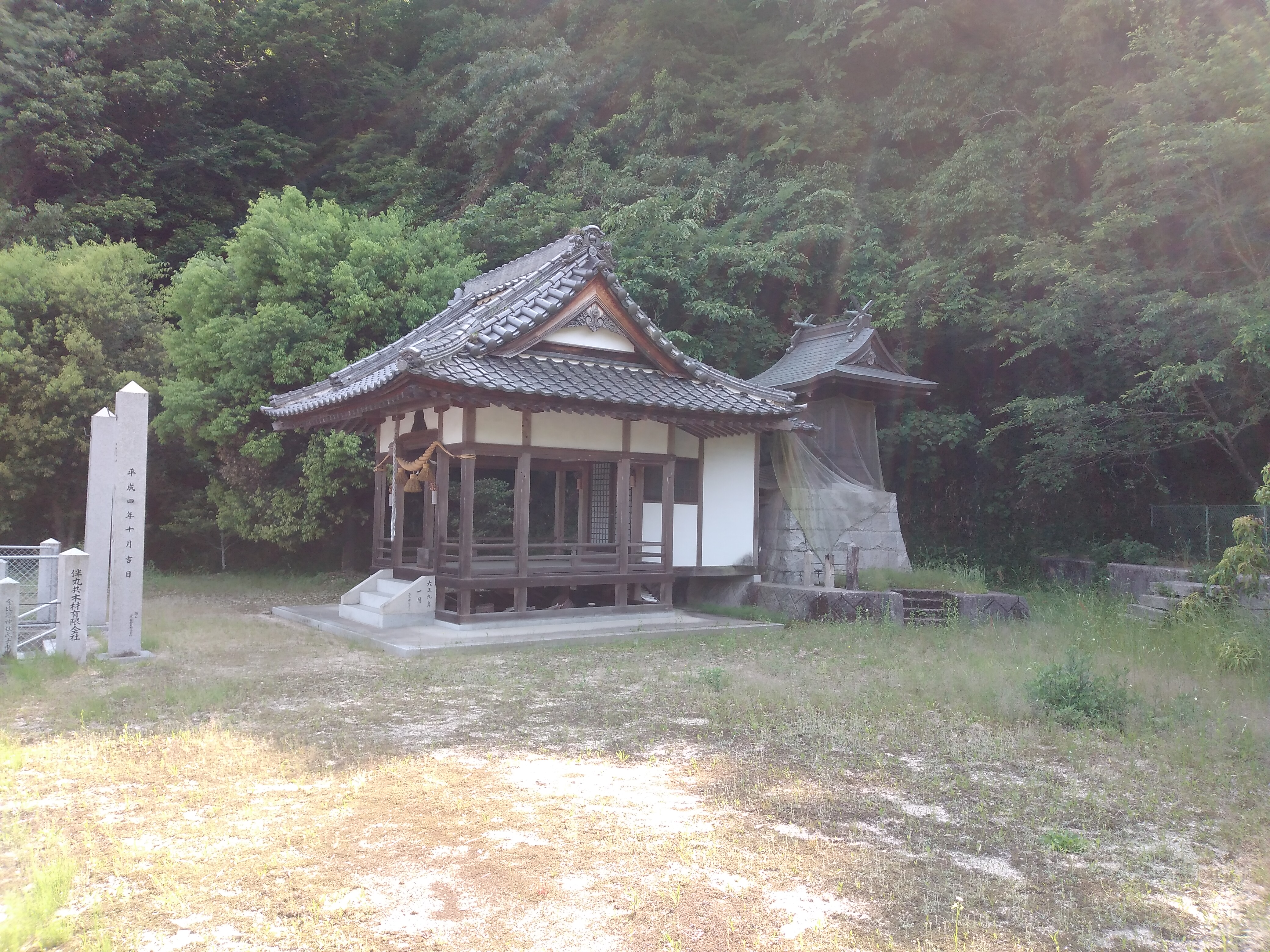
社殿概観
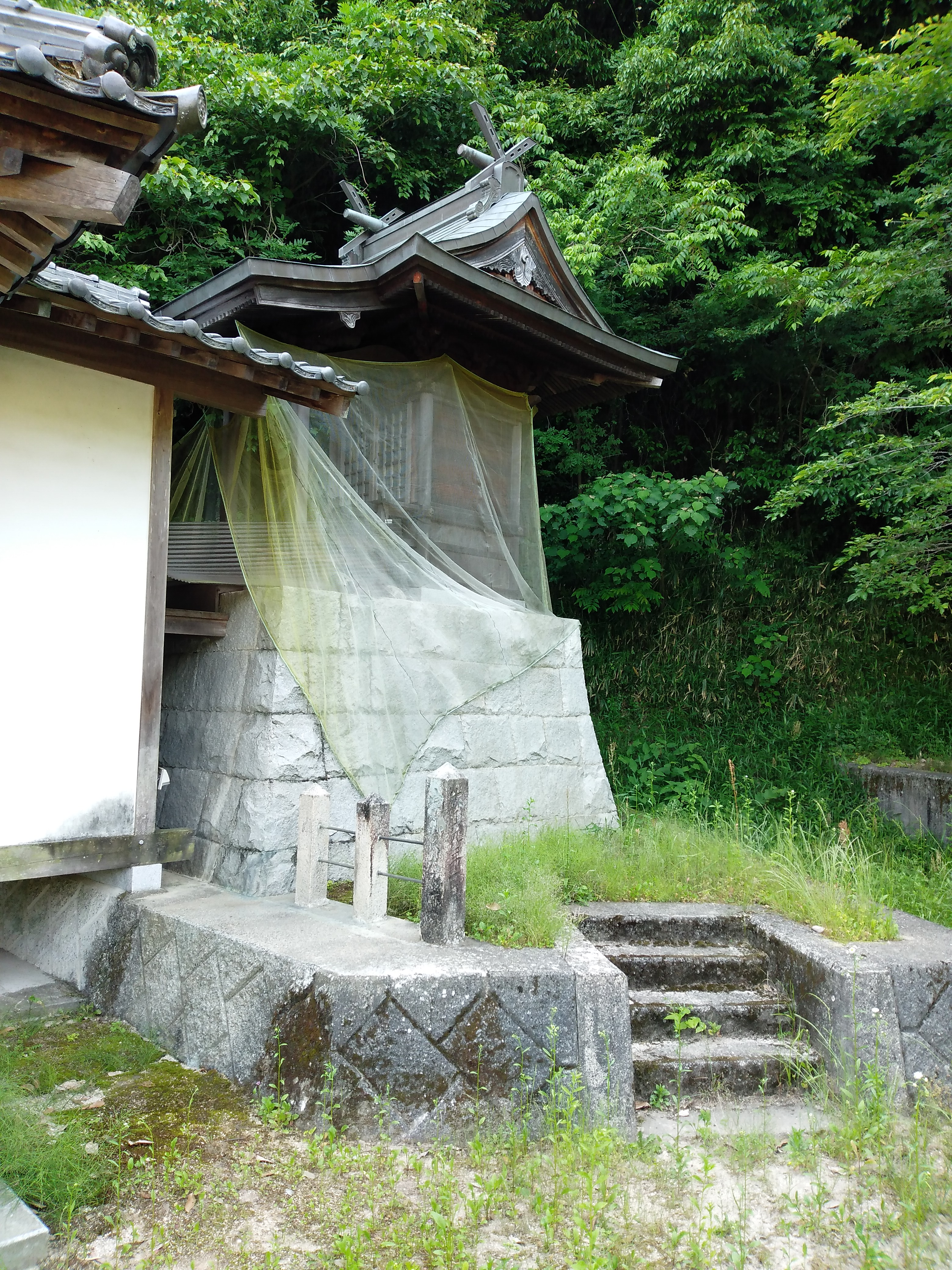
本殿
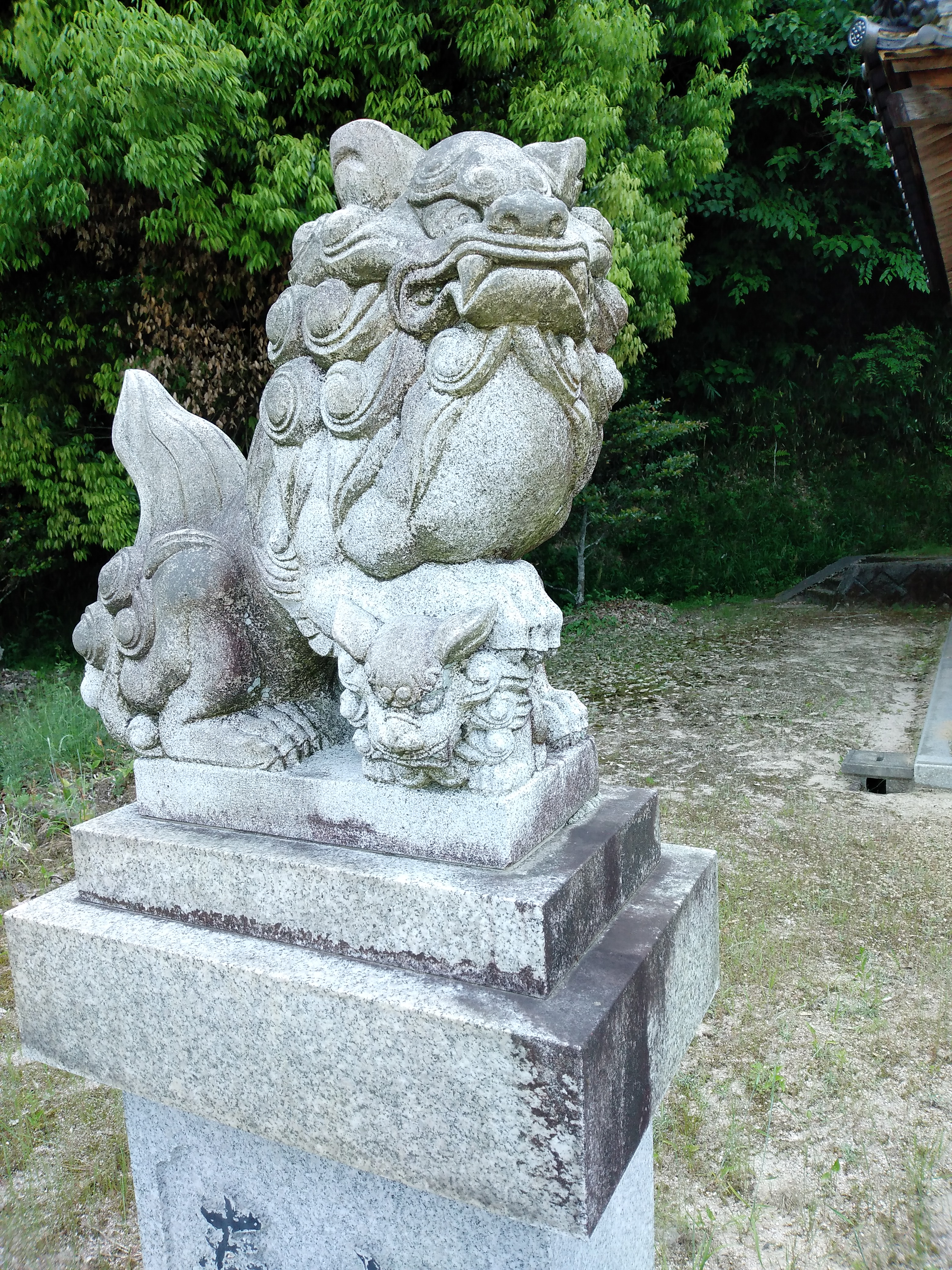
狛犬（左）
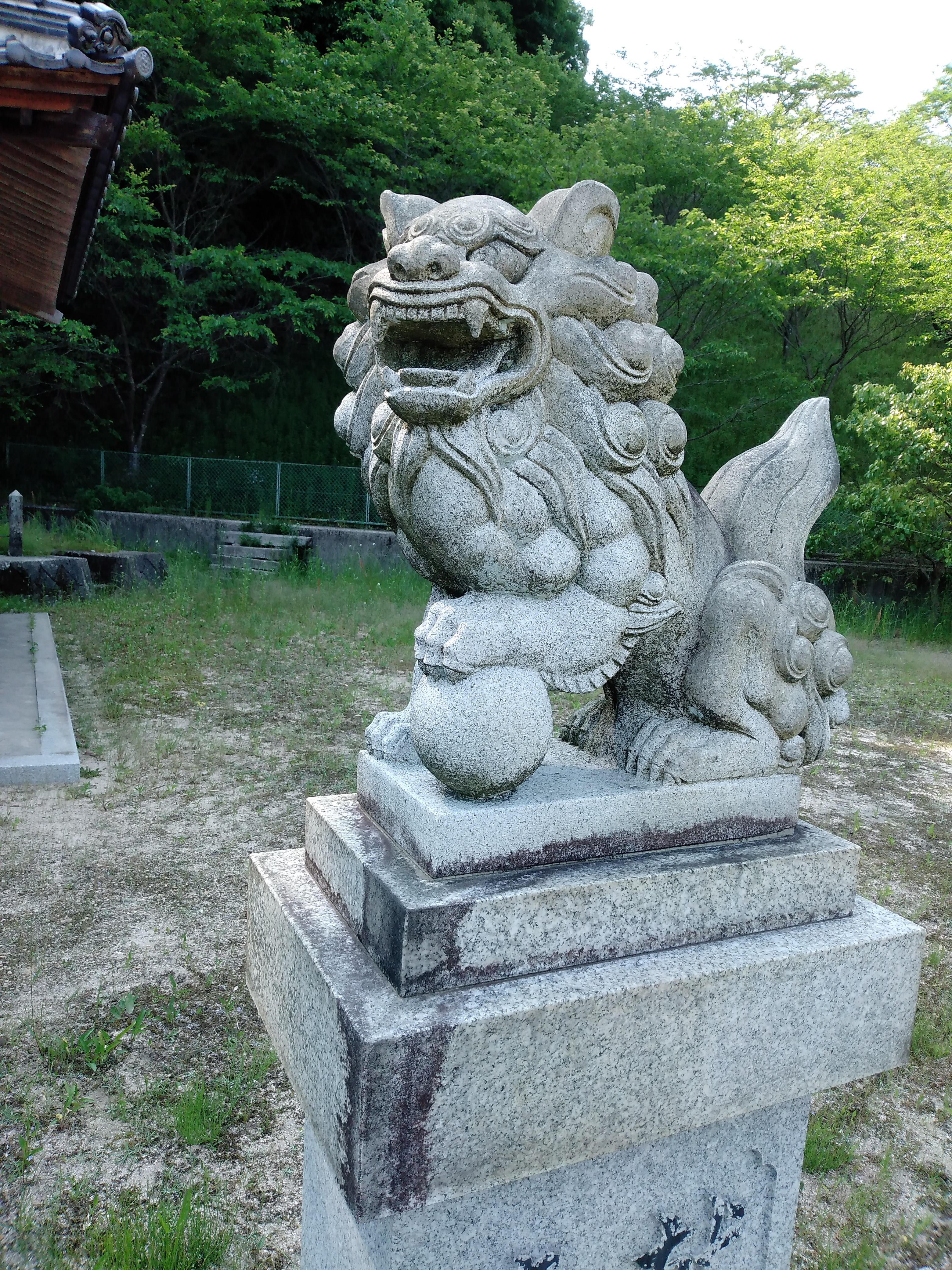
狛犬（右）

### 金平神社
金平神社（じんじゃ）は、広島市安佐南区伴中央4丁目24-1に鎮座する大物主神と大穴牟遅神を祭神とする飛地境内社

### 葛原神社
葛原神社（つづわらじんじゃ）は、広島市安佐南区伴中央4丁目26に鎮座する天津日子根命を祭神とする飛地境内社。
例祭は、9月彼岸の日

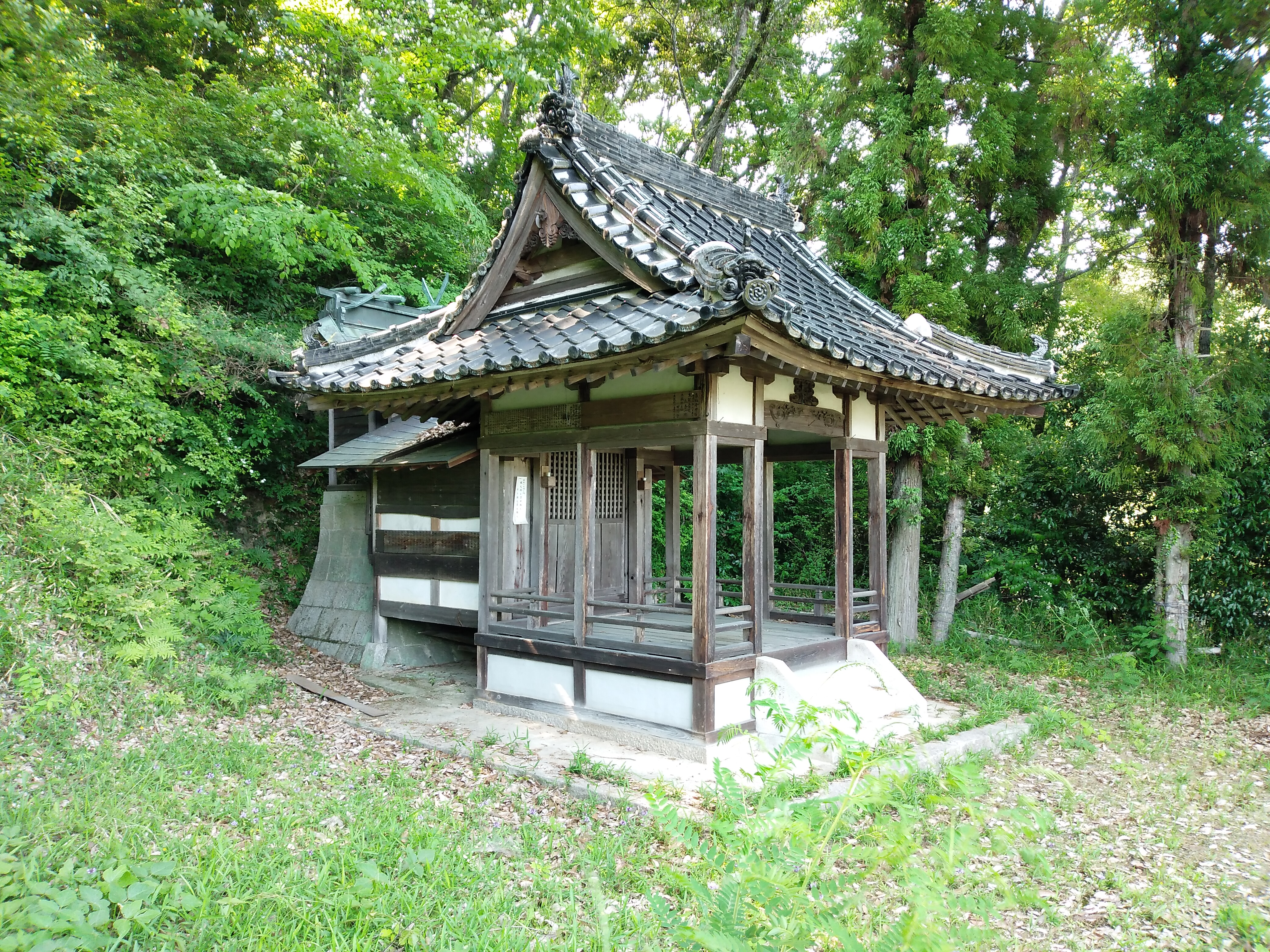
社殿概観
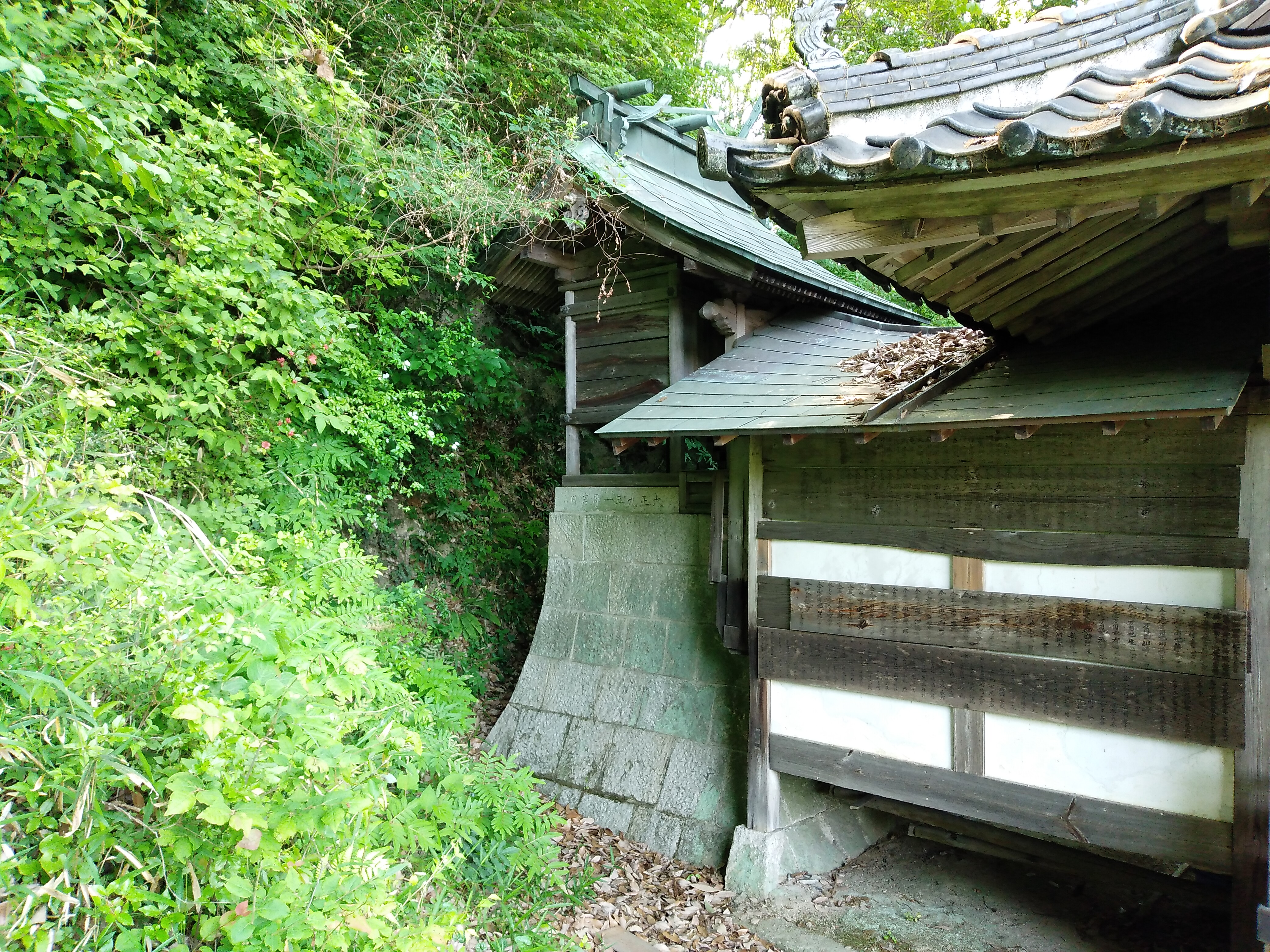
本殿

### 川原田諏訪神社
川原田諏訪神社（かわはらだすわじんじゃ、通称：おすわさん）は、広島市安佐南区伴中央6丁目1-30に鎮座する建御名方神を祭神とする飛地境内社。
例祭は、10月第1日曜日

### 黄幡神社
黄幡神社（おうばんじんじゃ）は、広島市安佐南区伴中央6丁目18-7に鎮座する高木神を祭神とする飛地境内社。
例祭は、10月第2日曜日

### 前原胡子神社
前原胡子神社（まえはらえびすじんじゃ）は、広島市安佐南区伴中央7丁目3に鎮座する胡子神を祭神とする飛地境内社。
1983年（昭和58年）9月 広島自動車道建設のため、住所地に遷座した。
例祭は、10月20日に近い日曜日

### 菅原神社
菅原神社（すがわらじんじゃ、旧称：尾首天満宮、通称：天神さん／もりさん）は、広島市安佐南区伴東1丁目8-15に鎮座する菅原道真を祭神とする飛地境内社。
安芸武田氏の家臣、伊藤氏が、この地に居住した際、勧請したと伝わる。岡崎神社の末社的な神社と思われるが、1952年（昭和27年）に単独で宗教法人登録。
例祭は、9月第2日曜日

#### 稲荷大明神
菅原神社の境内社。
個人宅に祀られていたが、1914年（大正3年）に合祀された

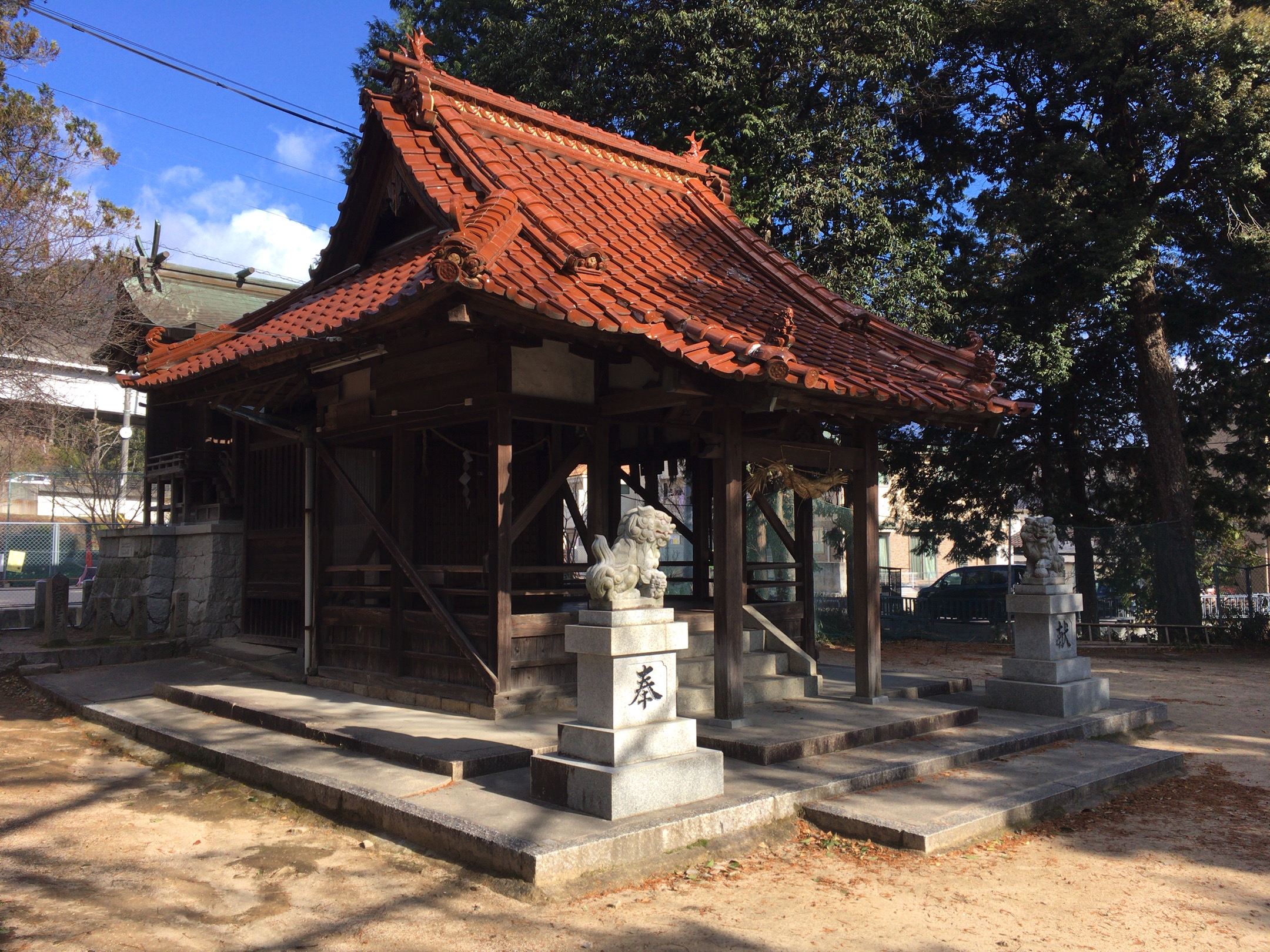
菅原神社
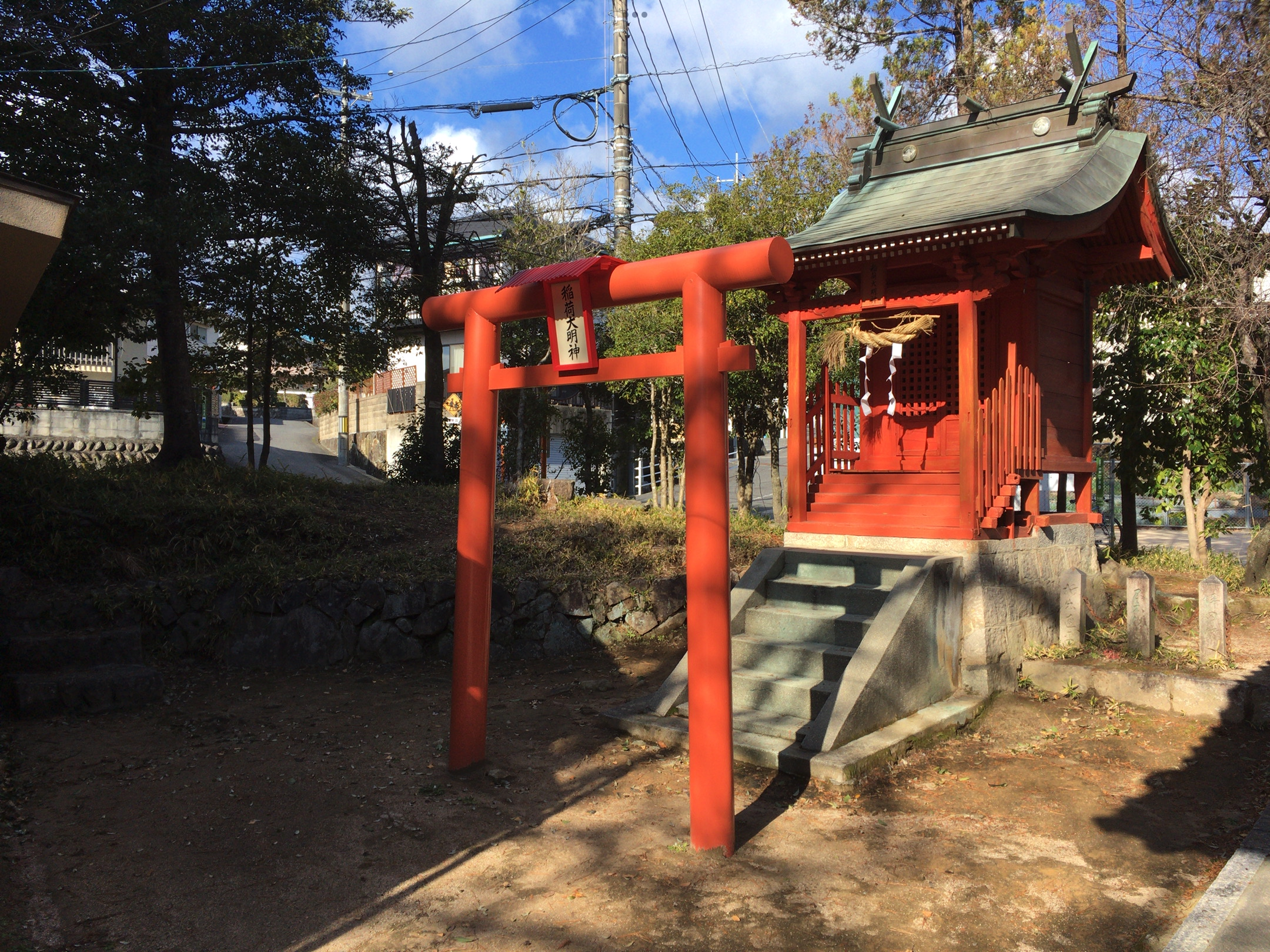
稲荷大明神

### 大元國神社
大元國神社（おおもとくにじんじゃ）は、広島市安佐南区伴東2丁目17-32に鎮座する国之常立神と菅原道真を祭神とする飛地境内社。
例祭は、9月第1土曜日

### 天皇社
天皇社（てんのうしゃ）は、広島市安佐南区伴東3丁目9-3に鎮座する須佐之男命を祭神とする飛地境内社。
例祭は、9月第2日曜日

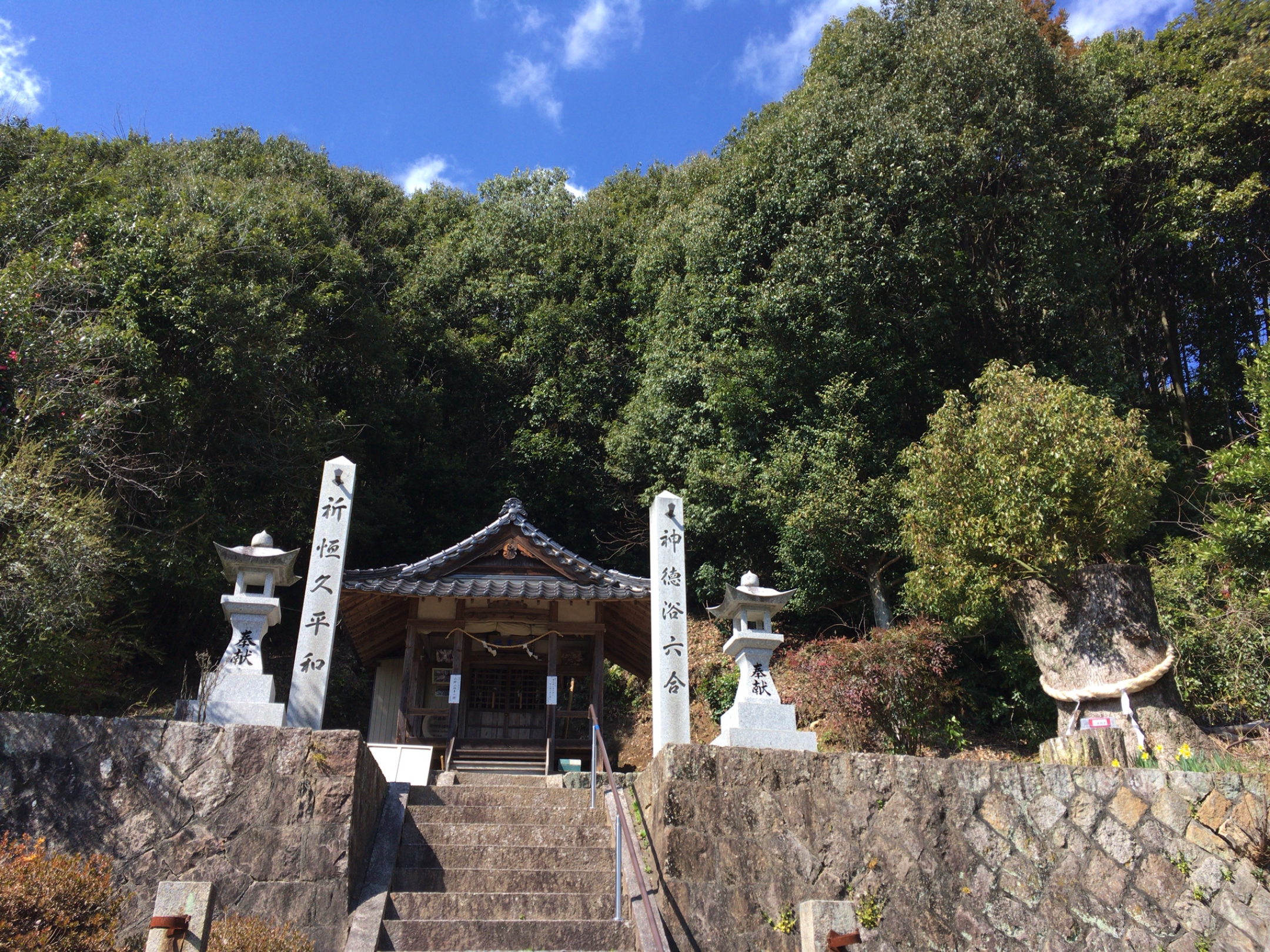
天皇社

### 雲願寺胡子神社
雲願寺胡子神社（うんがんじえびすじんじゃ、通称：えべっさん）は、広島市安佐南区伴東4丁目7-24に鎮座する胡子神を祭神とする飛地境内社。
由緒、勧請年代すべて不詳だが、江戸中期以降の神社と考えられる。かつては、雲願寺の境内にあった。岡崎神社の摂社の神社名には「胡子神社」とあるが、棟札には「恵比須」となっている。
例祭は、11月23日

### 三坂神社
三坂神社（みさかじんじゃ）は、広島市安佐南区伴東4丁目32-42に鎮座する大穴牟遅神、塞ノ神を祭神とする飛地境内社。
例祭は、10月15日

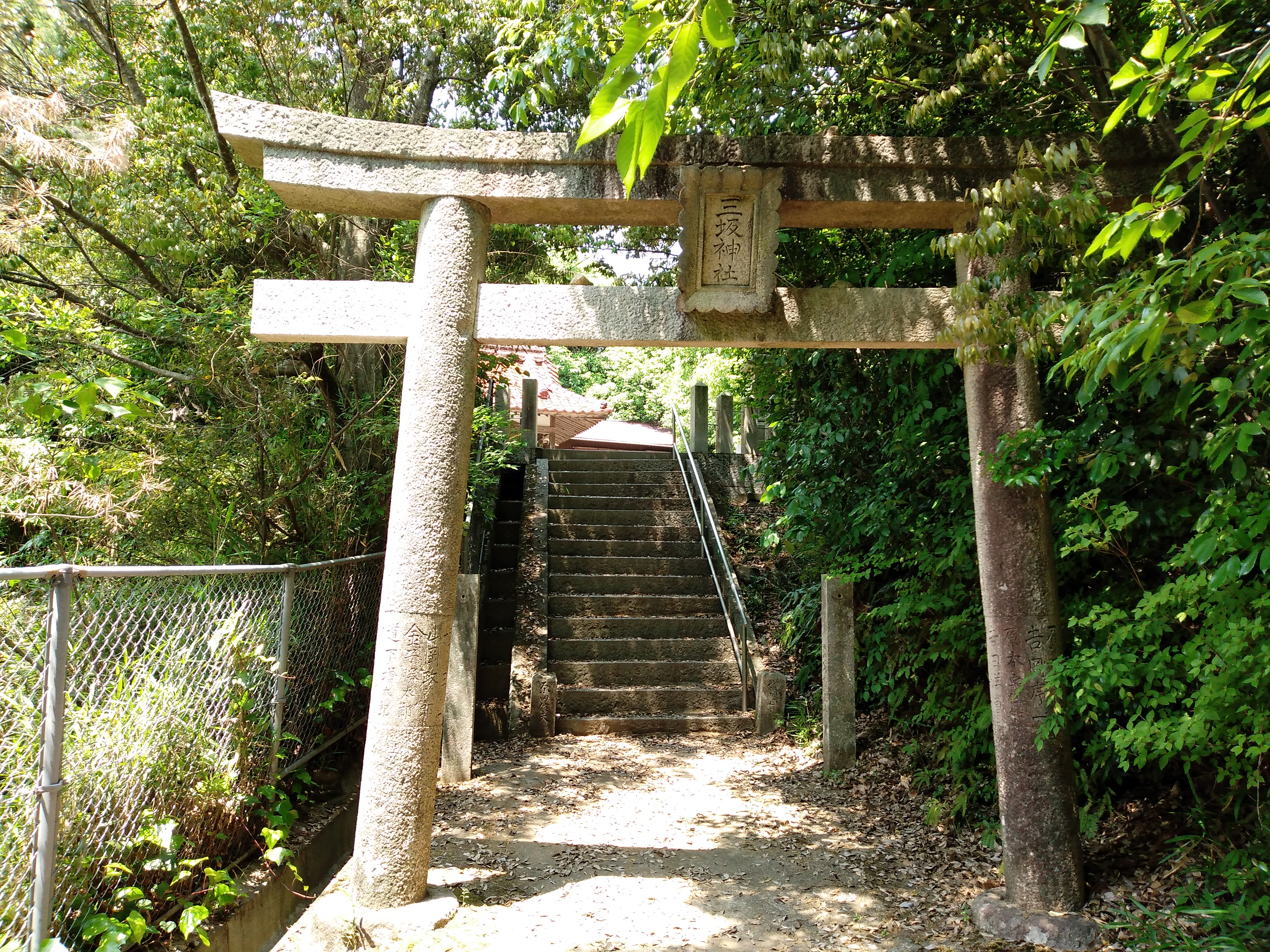
鳥居
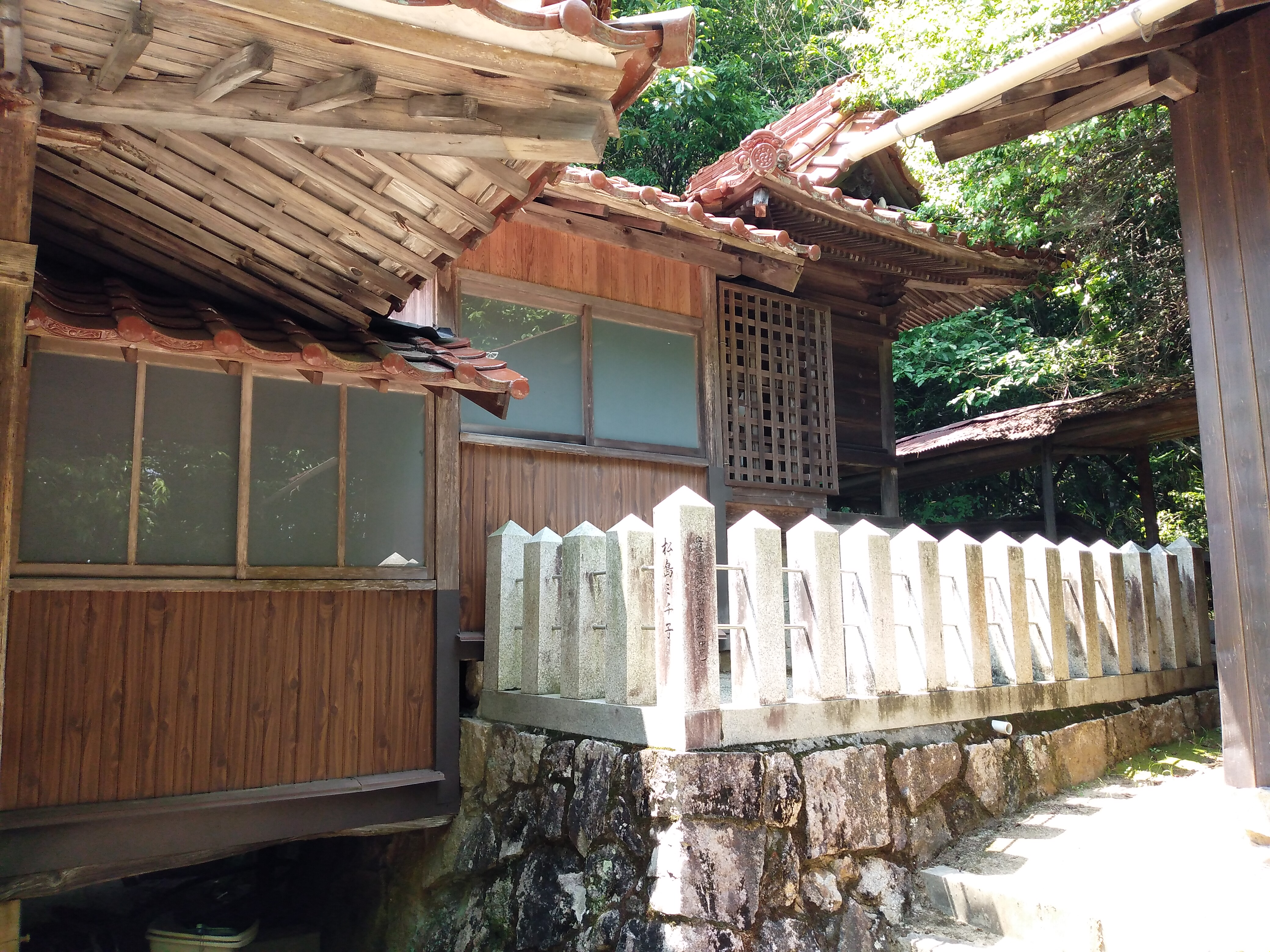
本殿と幣殿
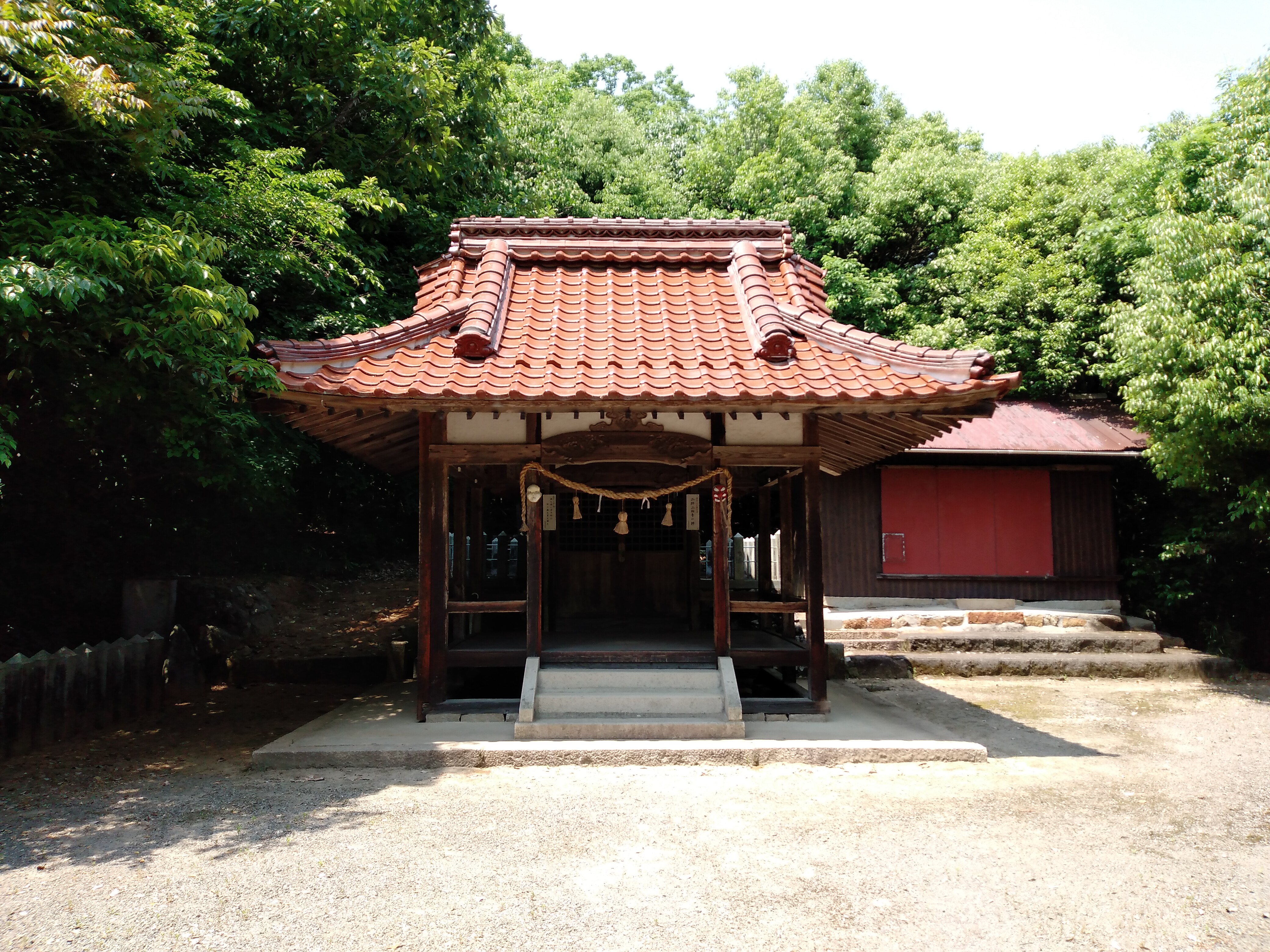
拝殿
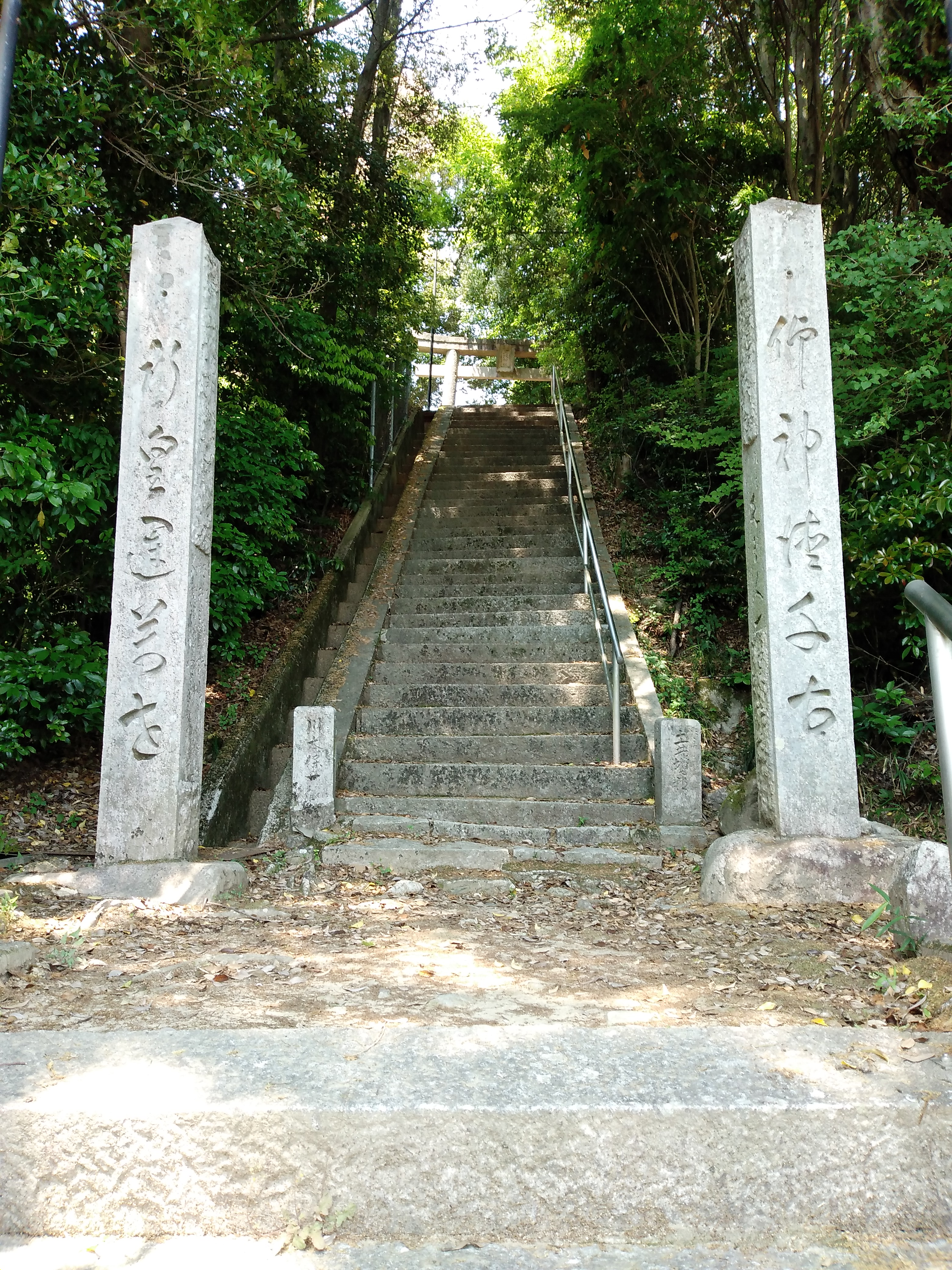
標柱
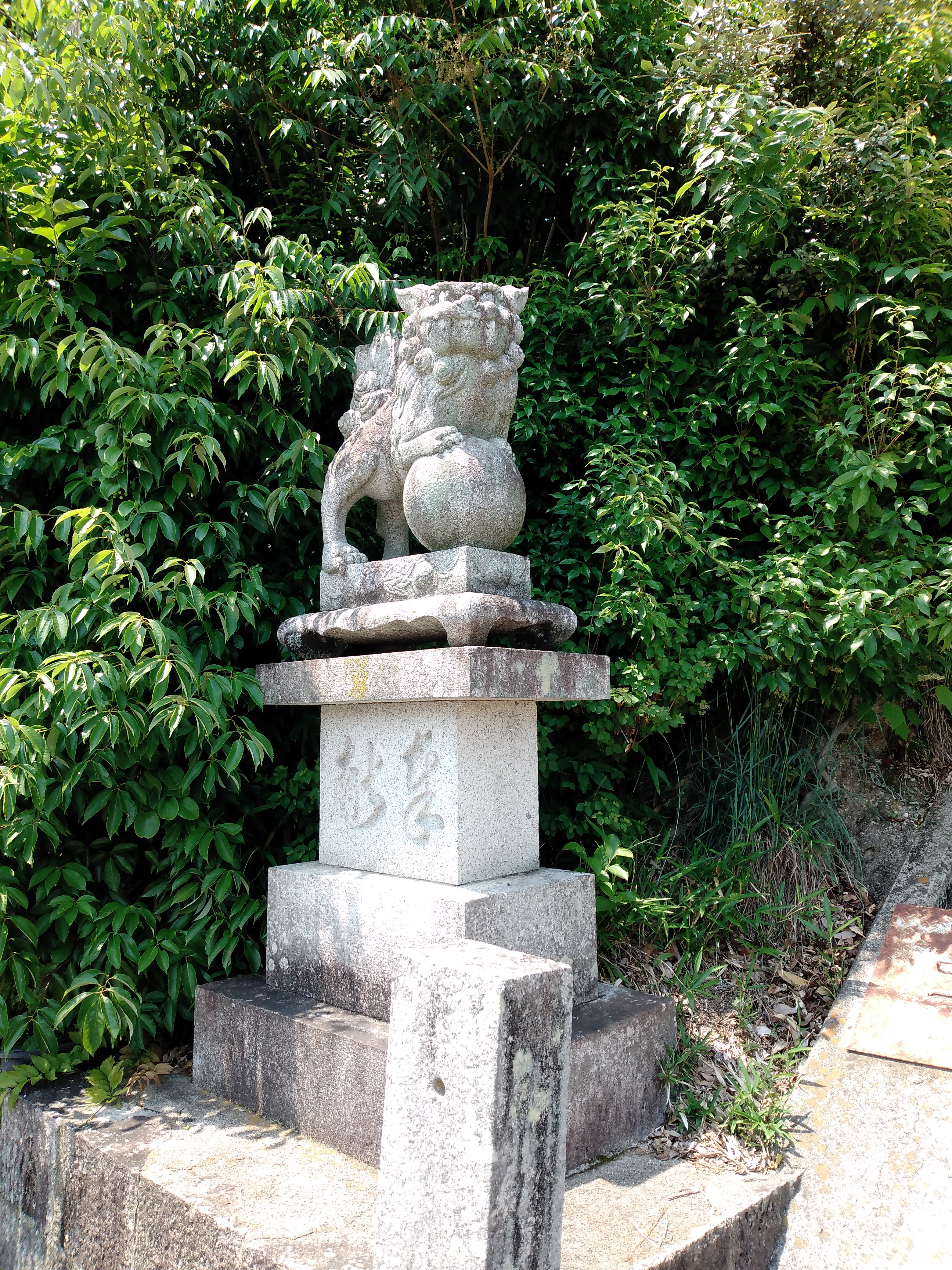
狛犬（左）
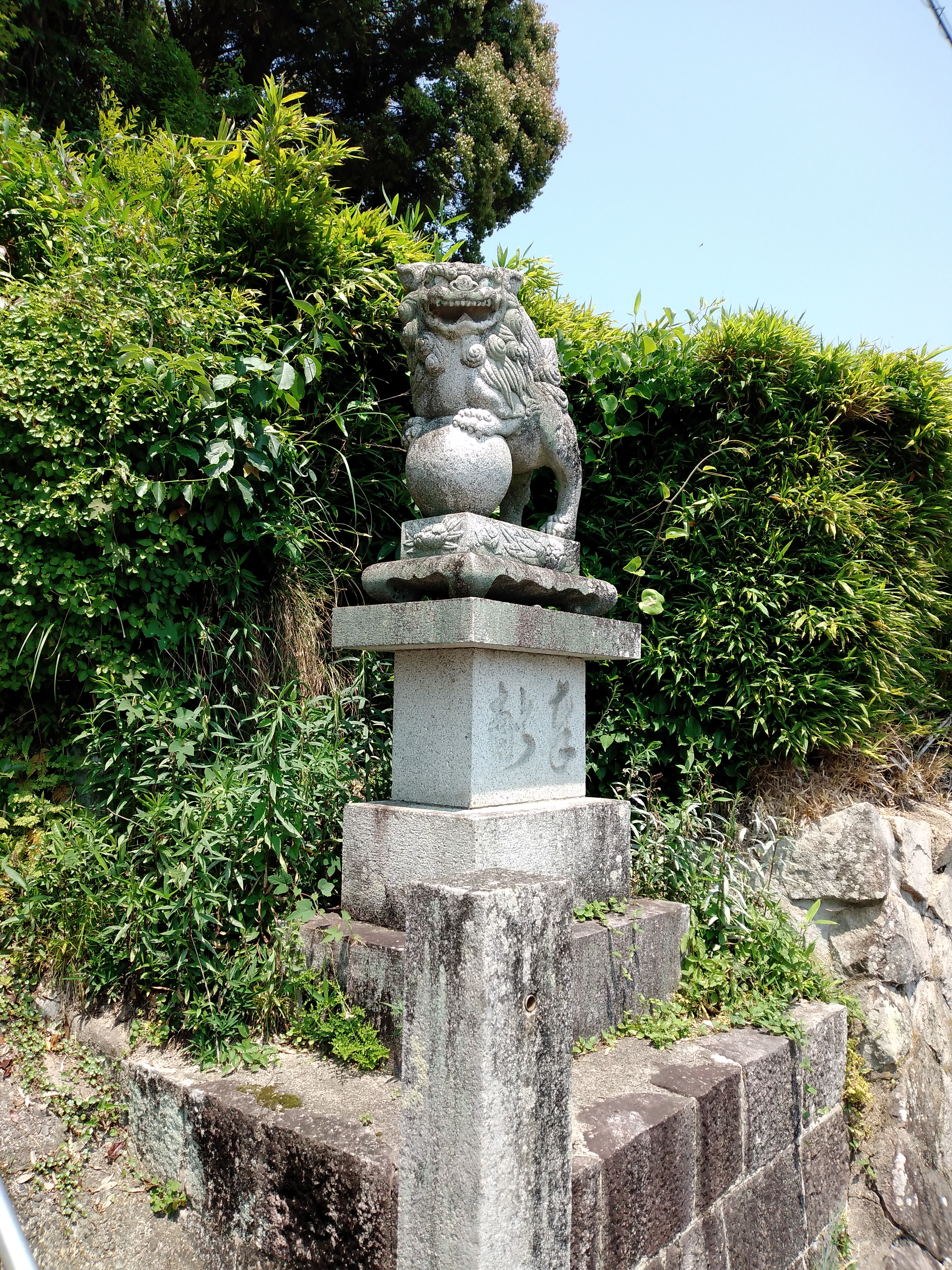
狛犬（右）

### 新畑天神社
新畑天神社（しんはたてんじんじゃ）は、広島市安佐南区伴東4丁目43-3に鎮座する菅原道真を祭神とする飛地境内社。
例祭は、9月23日

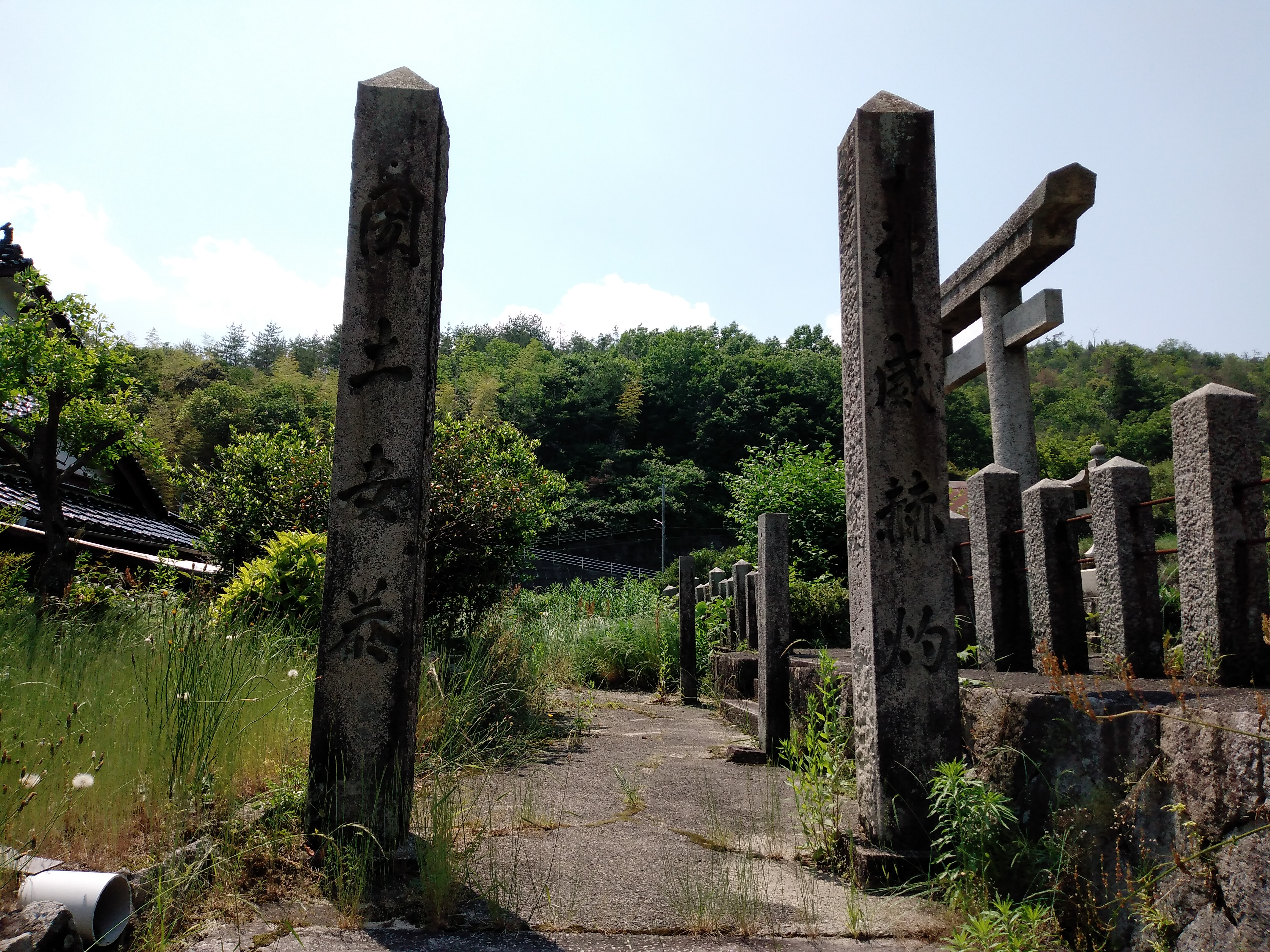
標柱
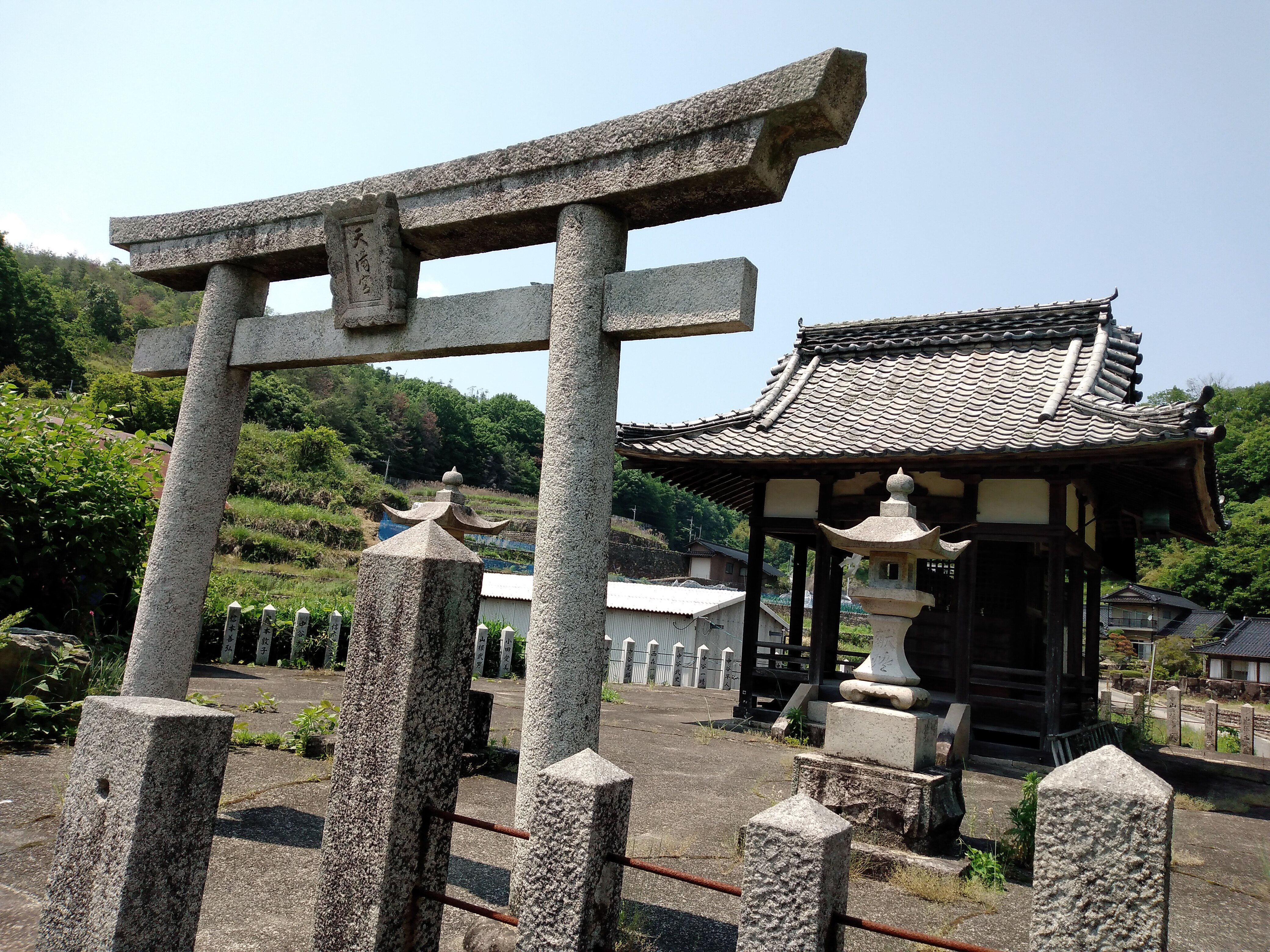
鳥居と拝殿
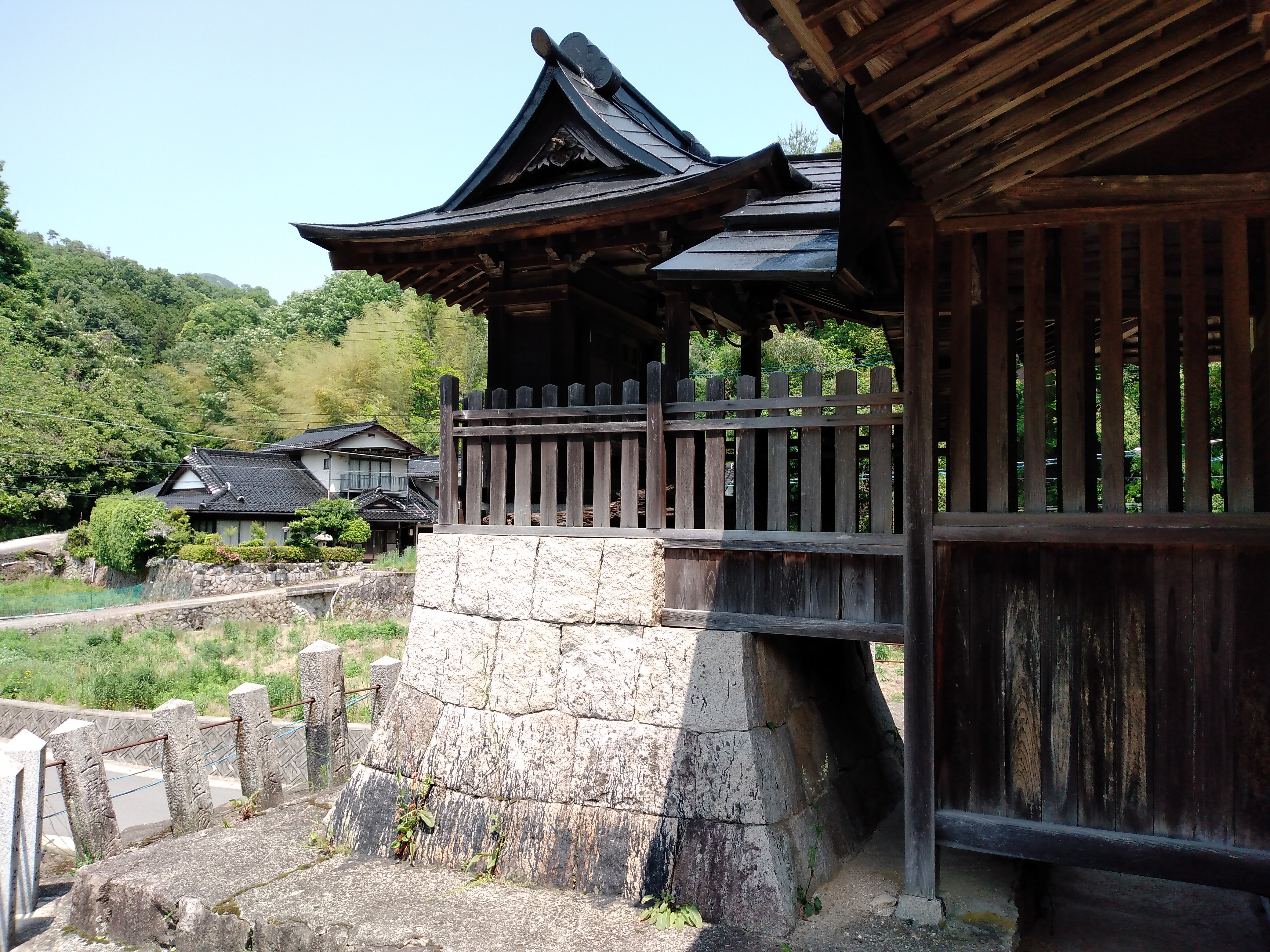
本殿

### 下向稲荷神社
下向稲荷神社（しもむかいいなりじんじゃ、通称：おいなりさん）は、広島市安佐南区伴東7丁目1-17に鎮座する宇迦之御魂神を祭神とする飛地境内社

#### 下向神楽
- 下向神楽は、嘉永年間に始められたと伝わっており、現在まで、下向稲荷神社を氏神社とする下向神楽団に継承されている、安芸十二神祇神楽である。
- 保持演目は、「すすはき」「神降ろし」「大鬼小鬼」「所務分け」（「三方」「なぎなた」「旗舞」「二刀」「八つ花」の5演目で構成）「たい釣り」「太鼓かくし」「岩戸」「弓舞」「蛇切り」「関」である。
- かつては、舞と舞の合間に、吹火、傘火、綱火と呼ばれる花火が行われていたが、消防法の規制強化などにより、現在では、殆ど行われていない。

### 松峯河内神社
松峯河内神社（まつみねこうちじんじゃ）は、広島市安佐南区伴東7丁目15-13に鎮座する天津日子根命を祭神とする飛地境内社。
例祭は、10月第3日曜日

### 大原金比良神社
大原金比良神社（じんじゃ）は、広島市安佐南区伴東8丁目3に鎮座する大物主神と少名毘古那神を祭神とする飛地境内社

### 三城田天神社
三城田天神社（さんじょうだてんじんじゃ）は、広島市安佐南区伴東8丁目81に鎮座する菅原道真を祭神とする飛地境内社

### 芦谷神社
芦谷神社（あしだにじんじゃ）は、広島市安佐南区伴西3丁目に鎮座する大山津見神を祭神とする飛地境内社

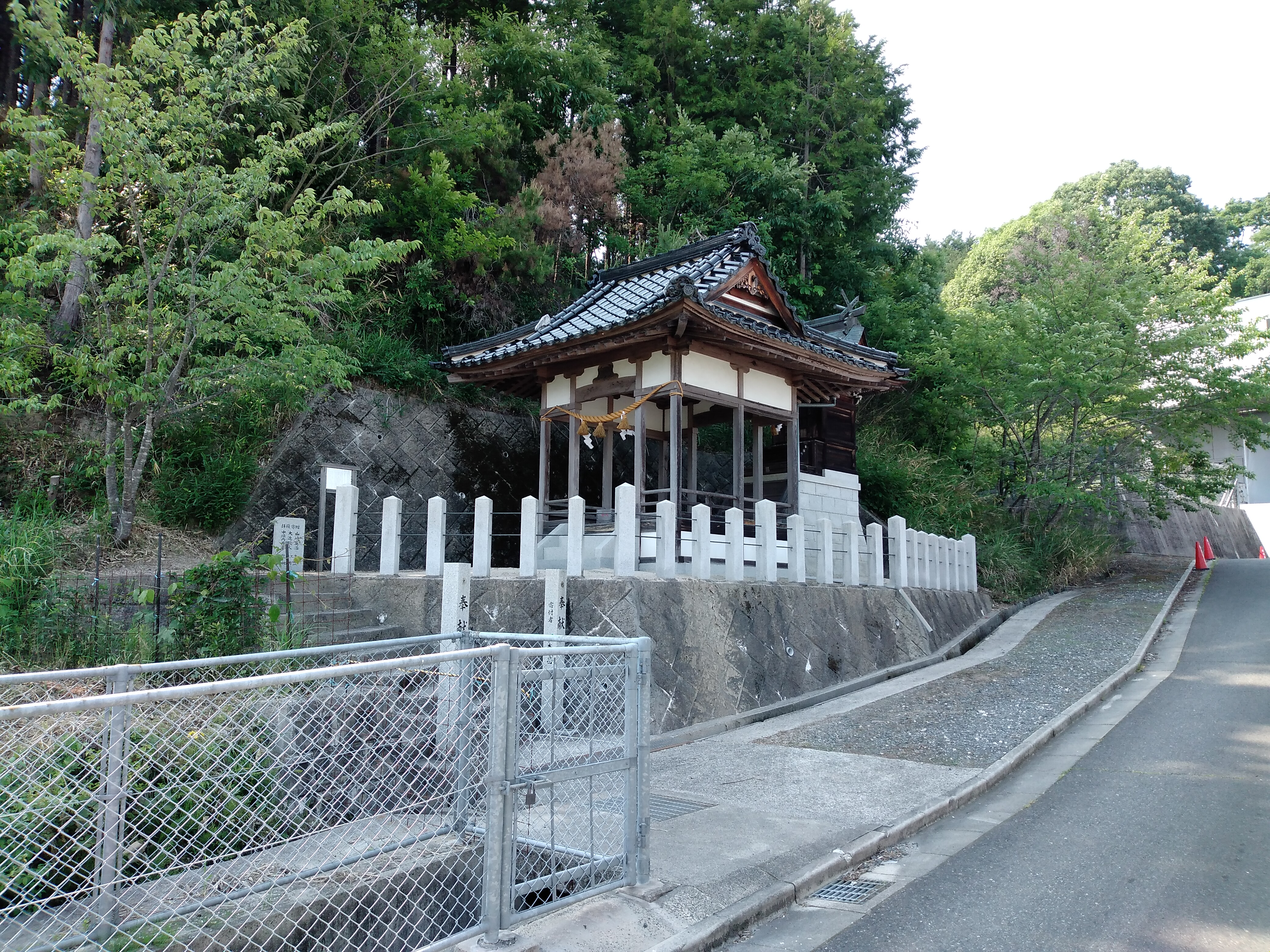
社殿概観
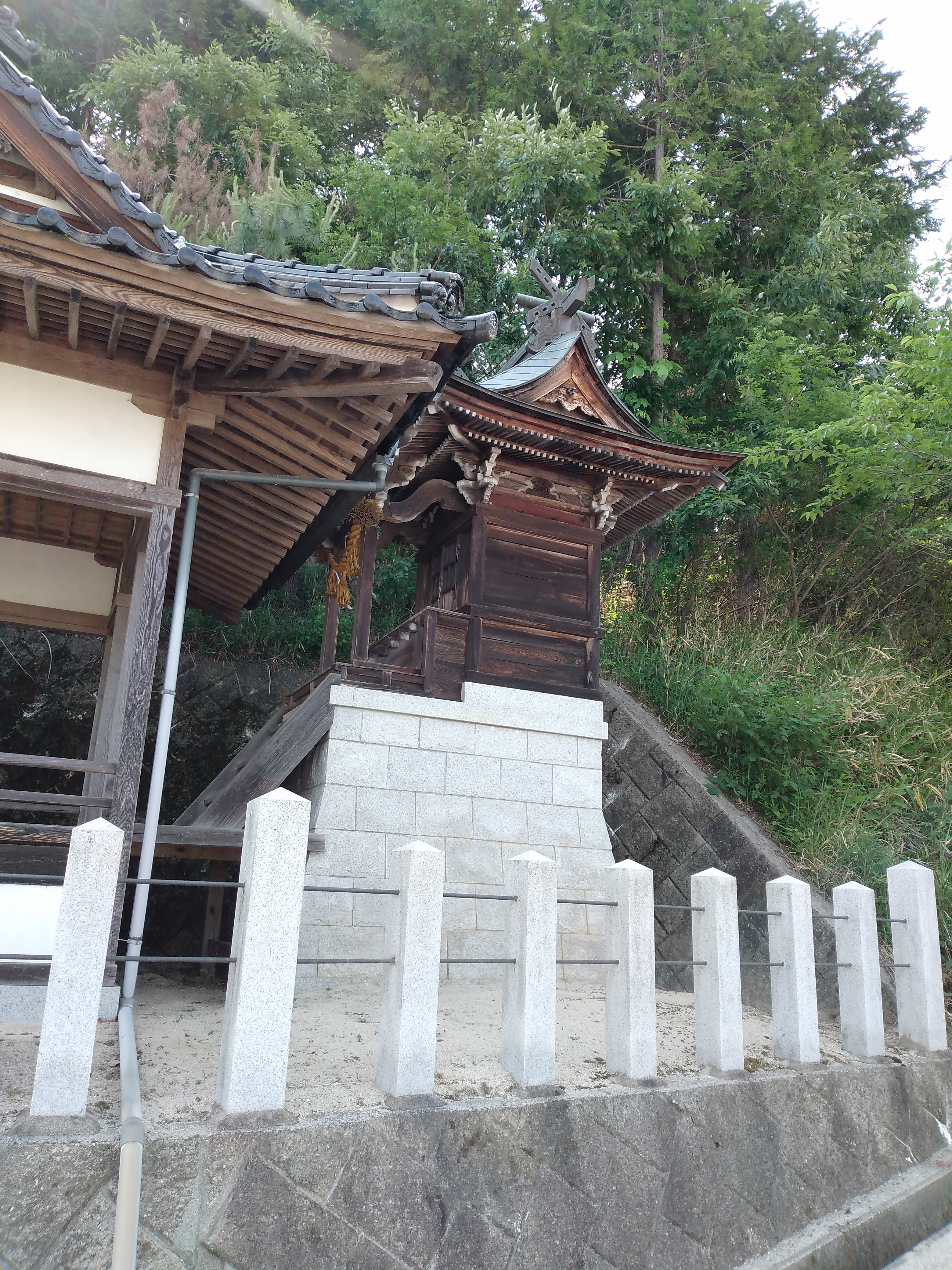
本殿

### 八ツ面神社
八ツ面神社（やつおもてじんじゃ）は、広島市安佐南区伴西6丁目872-2に鎮座する五男三女神を祭神とする飛地境内社

### 椎原神社
椎原神社（しいばらじんじゃ）は、広島市安佐南区伴北5丁目2839に鎮座する猿田彦神、久那斗神を祭神とする飛地境内社。
例祭は、9月15日に近い日曜日

### 大下河内神社
大下河内神社（おおしもこうちじんじゃ）は、広島市安佐南区伴北6丁目に鎮座する天津日子根命を祭神とする飛地境内社。
例祭は、9月第2日曜日

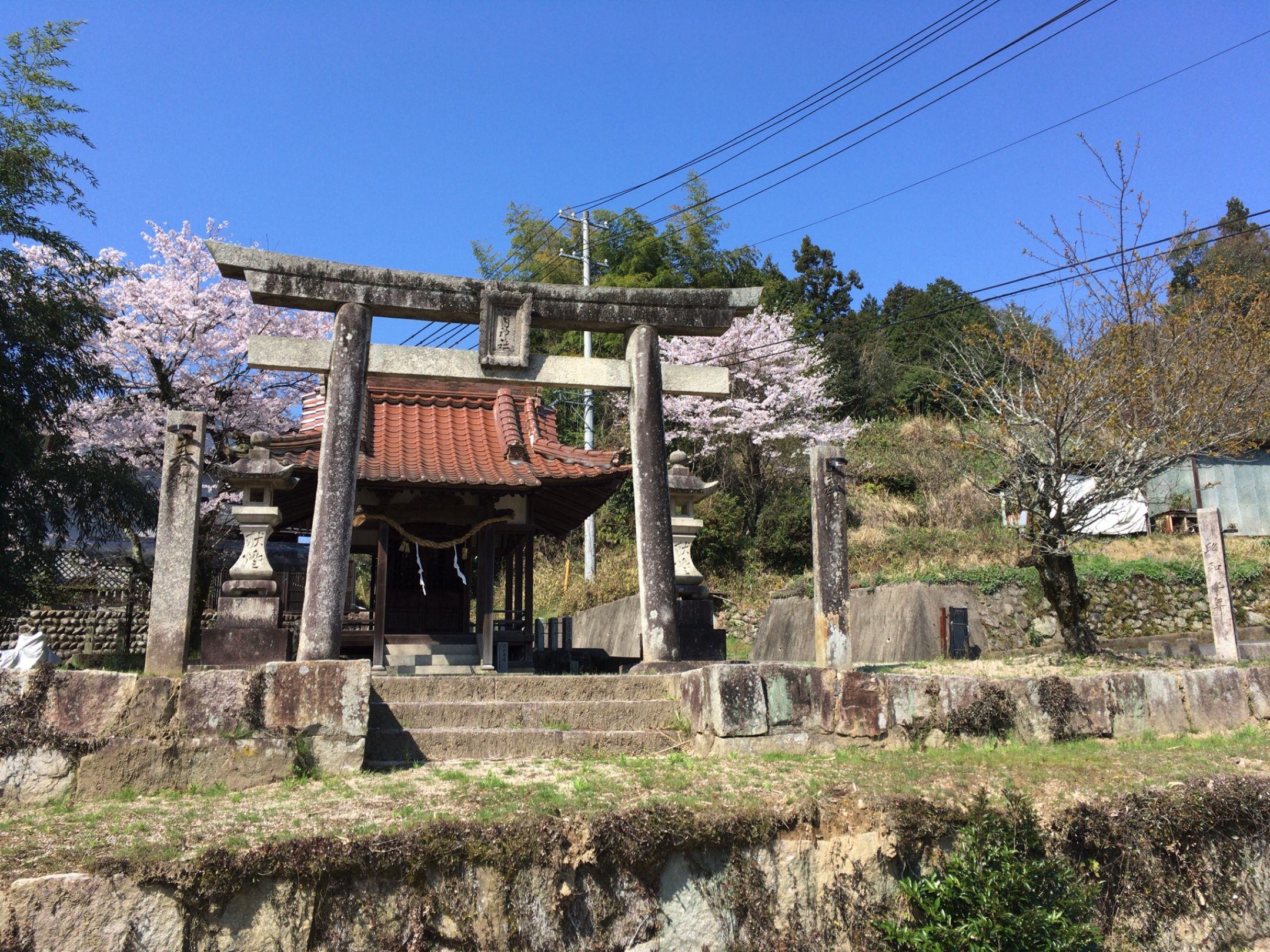
大下河内神社

## 交通
- アストラムライン伴中央駅下車、徒歩10分